# Riesensepia
Die Riesensepia (Sepia apama) ist die weltweit größte Art der Sepien aus der Gruppe der Kopffüßer (Cephalopoda). 

## Merkmale
Die Tiere haben einen bis zu 50 cm langen Mantel und können ein Gewicht von über 10,5 kg erreichen. Der Mantel ist breit oval mit einem Flossensaum, der am vorderen Ende sogar über die Mantelgrenze ragt. Am hinteren Ende ist der Flossensaum unterbrochen. Die Sepia-Schale ist deutlich schmaler als es der breite Habitus des Mantels vermuten ließe. Der Endstachel ist bei juvenilen Tieren noch gut entwickelt, verschwindet aber bei erwachsenen Tieren weitgehend. Der Trichter ist sehr breit an der Basis und verhältnismäßig lang; er erstreckt sich bis auf die Höhe des Auges. Der Kopf ist kurz und breit, aber etwas schmaler als der Mantel. Die Arme sind bei Männchen und Weibchen kurz und etwa gleich lang. Auf den Arm sind vier Längsreihen von Saugnäpfen entwickelt. Der linke ventrale Arm des Männchens ist als Hectocotylus entwickelt. Die Tentakeln sind ausgestreckt ungefähr 4- bis 5-mal so lang wie die gewöhnlichen Arme. Die Keulen am vorderen Ende der Tentakeln sind halbmondförmig und mit zahlreichen, sehr unterschiedlich großen Saugnäpfen besetzt. Die Oberseite des Mantels ist rotbraun gefärbt, kann jedoch vor allem bei der Paarung stark verändert werden.

## Lebensweise, Vorkommen und Verbreitung
Die Riesensepien sind in ganz Süd-Australien sowie in West- und Ostaustralien südlich des 23. Breitengrades heimisch. Sie halten sich gewöhnlich zwischen steinigen Riffen, Seegräsern oder über sandigen und schlammigen Meeresboden in einer Tiefe von bis zu 100 Metern auf. Sie fressen Fische, Krabben und andere Krustentiere. Die Fortpflanzung findet während der Monate April bis September statt, was dem australischen Winter entspricht. Das Männchen verändert dabei seine normale Färbung und versucht die Weibchen durch rasch wechselnde Farben und Muster zu beeindrucken. Die Männchen bewachen die Weibchen und wehren Rivalen ab. Dabei kommt es zu einem seltsamen Verhalten von kleinen Männchen. Sie nehmen die Farben der Weibchen an, um die dominanten Männchen zu täuschen. Diese beginnen sogar die vermeintlichen Weibchen zu beschützen. Nun haben die kleineren Männchen Zugang zu den Weibchen und die Möglichkeit sich fortzupflanzen. Die Paarung erfolgt Kopf an Kopf. Dabei überträgt das Männchen die Spermatophoren-Kapseln mit Hilfe des Hectocotylus in eine spezielle Tasche (Spermathek) des Weibchens. Der Höhepunkt der Eiablage im Spencer Gulf ist im Mai und Juni. Die Tiere sterben kurz nach der Paarung und nach der Ablage der Eier. Die Eier sind zitronenförmig und werden in Spalten im flachen Wasser abgelegt. Die Entwicklungszeit beträgt drei bis fünf Monate bei niedrigen Wassertemperaturen von nur etwa 12°. Diese niedrigen Temperaturen, die bei der Eiablage und zur Entwicklung des Eies herrschen müssen, scheinen auch eine Ausbreitung der Art in nördlichere, und damit wärmere Gewässer Australiens zu verhindern.

## Kommerzielle Bedeutung
Die Riesensepia wird hauptsächlich als Beifang bei der Krabbenfischerei und von Fischtrawlern gefischt. Sie wird auch häufig von Tauchern gespeert oder mit Hakenleinen gefangen. Sie ist daher regelmäßig auf regionalen Fischmärkten an der Südküste Australiens zu finden. Angaben zu Quantitäten sind aber nur schwer zu bekommen.